# Houston: we have a drinking problem
Houston: We Have a Drinking Problem es el segundo álbum de la banda Bad Astronaut publicado en 2002 por Honest Don's independent record label. El título alude a la frase "Houston, tenemos un problema" un tanto inexactamente atribuido al astronauta Jim Lovell a bordo de la nave espacial Apolo 13, cuando una explosión en el módulo de servicio pone en peligro a la tripulación. La canción "Our Greatest Year", cuenta con un solo de armónica de John Popper de la fama Blues Traveler. También se puede decir que el sonido de este álbum se aleja más del de Lagwagon.

## Listado de canciones
1. "These Days" - 4:17
2. "Clear Cutting" - 1:40
3. "Single" - 3:01
4. "Break Your Frame" (Jon Snodgrass) - 3:20
5. "Disarm" - 4:26
6. "Not a Dull Moment" - 2:36
7. "You Deserve This" - 3:05
8. "If I Had a Son" - 3:52
9. "Solar Sister" (Jon Auer & Ken Stringfellow) - 3:18
10. "Off the Wagon" - 3:09
11. "Another Dead Romance" - 3:29
12. "Killers and Liars" - 3:04
13. "Our Greatest Year" - 3:44
14. "The Passenger" - 4:03

- La canción "The Passenger" cuenta con el único video que la banda Bad astronaut lanzó en toda su trayectoria. Trata de un astronauta  que escapa de los problemas existentes de la tierra y por lo que se observa en el vídeo este no puede regresar a la tierra ya que la nave se marcha quedando atrapado en la luna (por lo que se ve el videoclip).

## Formación
- Joey Cape - guitarra, voz y percusión
- Derrick Plourde - Batería
- Marko Desantis - bajo y coros
- Angus Cooke - voz, guitarra y violín
- Todd Capps - teclados y voz
- Thom Flor - guitarra y voz
- Jonathan Cox - teclados
- Tim Cullen - voces en "Solar Sister"

- Datos: Q3787016